# إيما لونغ
إيما لونغ (بالإنجليزية: Emma Lung) هي ممثلة أسترالية، ولدت في 14 يناير 1982 في سيدني في أستراليا.

## أعمال

### أفلام
- بيت من الشمع[4]
- مثلث[5]

## وصلات خارجية
- إيما لونغ على موقع IMDb (الإنجليزية)
- إيما لونغ على موقع ألو سيني (الفرنسية)
- إيما لونغ على موقع أول موفي (الإنجليزية)
- إيما لونغ على موقع قاعدة بيانات الفيلم (الإنجليزية)
- إيما لونغ على موقع كينوبويسك (الروسية)